# Central City (Iowa)
Pour les articles homonymes, voir Central City.
Central City est une ville du  comté de Linn, en Iowa, aux États-Unis. Elle est incorporée le 6 juillet 1889.

## Source de la traduction
- (en) Cet article est partiellement ou en totalité issu de l’article de Wikipédia en anglais intitulé « Central City, Iowa » (voir la liste des auteurs).